# Épidémie de choléra de 2008 au Zimbabwe
L'épidémie de choléra au Zimbabwe en 2008 était une épidémie de choléra ayant affecté une grande partie de la population du Zimbabwe d'août 2008 à juin 2009. L'épidémie a commencé à Chitungwiza dans la province du Mashonaland oriental en août 2008, puis s'est propagée dans tout le pays de sorte qu'en décembre 2008, des cas étaient signalés dans les 10 provinces composant le Zimbabwe. En décembre 2008, le gouvernement zimbabwéen a déclaré que l'épidémie était une urgence nationale et a demandé une aide internationale. Le pic de l'épidémie a été atteint en janvier 2009 avec 8 500 cas signalés par semaine. Des cas de choléra dus à cette flambée ont également été signalés dans des pays limitrophes comme l'Afrique du Sud, le Malawi, le Botswana, le Mozambique et la Zambie.  Avec l'aide d'organismes internationaux, l'épidémie a été maîtrisée et, en juillet 2009, plus aucun cas n'ayant été signalé depuis plusieurs semaines, le ministère zimbabwéen de la Santé et de la Protection de l'enfance  a déclaré l'épidémie terminée. Au total, 98 596 cas de choléra et 4 369 décès ont été signalés, ce qui en fait la plus grande épidémie de choléra jamais enregistrée au Zimbabwe. L'ampleur et la gravité de l'épidémie ont été attribuées à un mauvais assainissement, à un accès limité aux soins et aux infrastructures sanitaires insuffisantes dans tout le Zimbabwe. 

## Causes

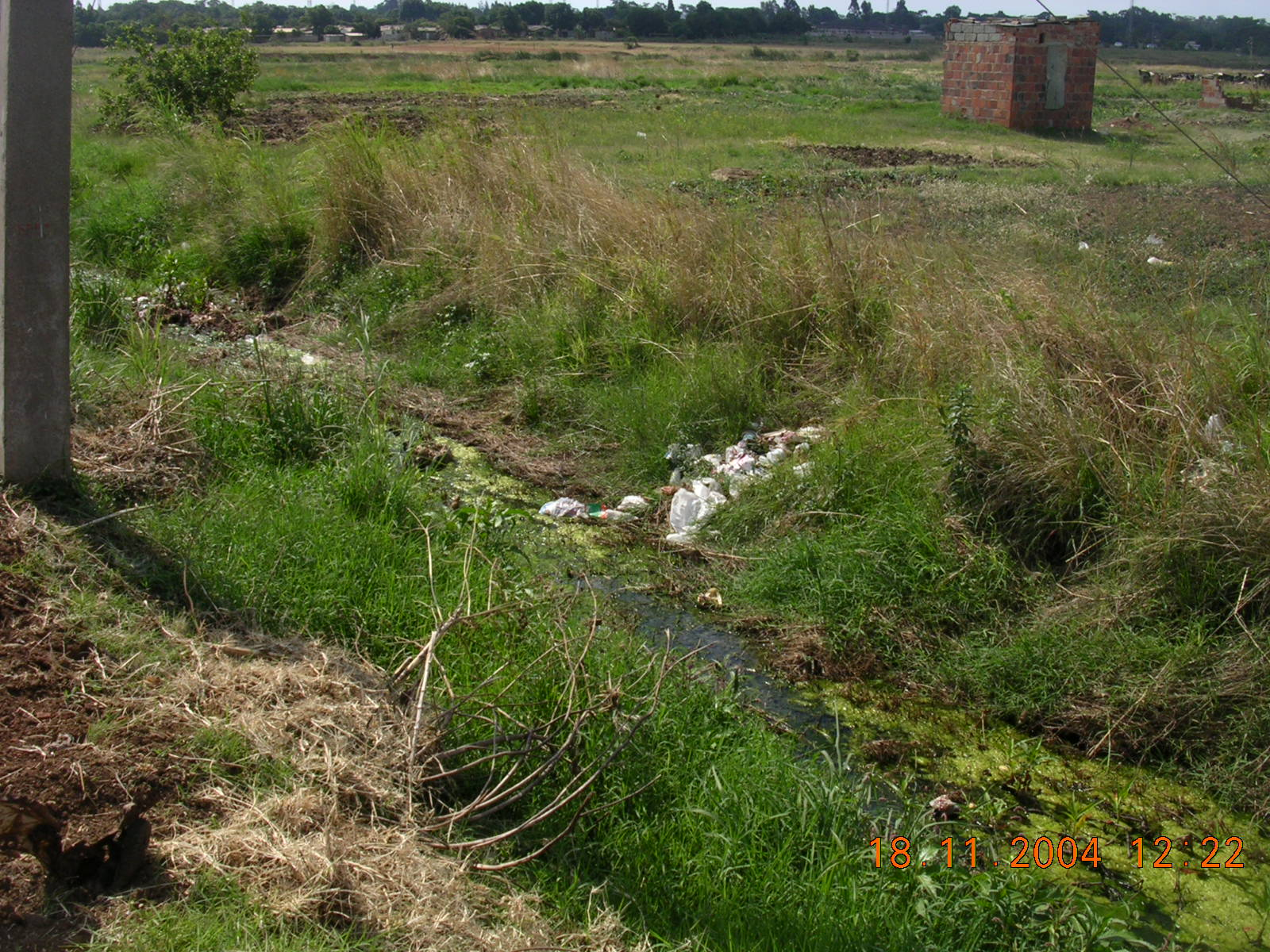
Un drain à ciel ouvert dans le canton de Kuwadzana près de Harare en 2004. En 2008, des drains comme celui-ci transportaient les eaux usées des canalisations d'eaux usées et les excréments emportés par les zones voisines lorsque le système d'assainissement urbain s'est effondré. Cela a contribué à la propagation rapide de l'épidémie de choléra.

L'épidémie de choléra de 2008 a été causée par une infection généralisée par la bactérie Vibrio cholerae, qui se propage par l'eau contaminée et par les excréments d'individus infectés. Le choléra avait été observé au Zimbabwe au cours de la décennie précédant l'épidémie de 2008. Cependant, la gravité de l'épidémie de l'année 2008 a été attribuée à une combinaison de facteurs sociétaux, notamment un accès limité aux soins de santé et à un système sanitaire médiocre, une prévalence élevée du VIH, une instabilité politique, des pénuries alimentaires, des niveaux élevés de migrations forcées et un manque d'accès à l'eau potable. En 2008, le Zimbabwe souffrait d'une crise économique et d'une hyperinflation qui ont entraîné des pénuries de vivres et d'autres produits de base, une perturbation des services publics et un grand nombre de réfugiés se déplaçant à l'intérieur du pays et vers les pays voisins. 
L'un des principaux facteurs ayant contribué à l'épidémie a été la rupture des programmes municipaux d'approvisionnement en eau, d' assainissement et de collecte des déchets dans tout le pays, mais en particulier dans les zones urbaines. De plus, le début de la saison des pluies a entraîné la dissémination des excréments contaminés par le choléra dans les sources d'eau, en particulier les égouts publics ,,,. De plus, la saison des pluies créé des points d'eau facilement disponible mais contaminés. En raison d'une pénurie de produits chimiques de purification de l'eau, tels que le chlore, la capitale de Harare a cessé de recevoir de l'eau courante le 1er décembre 2008. À cette date, de nombreuses banlieues n'avaient plus d'eau depuis longtemps. Le 4 décembre 2008, le vice-ministre zimbabwéen de l'eau et du développement des infrastructures a déclaré qu'il y avait assez de produits chimiques de traitement de l'eau en stock au niveau national pour 12 semaines d'approvisionnement  . L'effondrement de ces systèmes a été imputé à la crise économique alors en cours ,; de nombreux ménages n'avaient pas les moyens de faire bouillir l'eau . Selon Médecins Sans Frontières, la propagation du choléra des zones urbaines aux zones rurales à partir de décembre 2008 est due aux habitants des villes infectés visitant les maisons rurales de leurs familles pour Noël et à l'enterrement des habitants des villes infectés dans les zones rurales.  

L'épidémie de choléra de 2008 au Zimbabwe a eu un taux de mortalité inhabituellement élevé; Oxfam a attribué la mortalité élevée à une population « gravement affaiblie par la faim, le VIH et le SIDA » . Un des principaux facteurs ayant contribué à la gravité de l'épidémie a été l'effondrement du système de santé publique du Zimbabwe, déclaré urgence nationale le 4 décembre 2008,.  Fin novembre 2008, trois des quatre grands hôpitaux du Zimbabwe avaient fermé leurs portes, ainsi que la Zimbabwe Medical School, et le quatrième grand hôpital n'avait que deux salles fonctionnelles et aucun bloc opératoire fonctionnant. Les hôpitaux zimbabwéens encore ouverts en décembre 2008 manquaient de médicaments et de personnel. En raison de l'hyperinflation, les hôpitaux n'ont pas été en mesure d'acheter des médicaments de base, et les ressources des cliniques d'urgence, même financées par une aide internationale, ont vite été épuisées. La crise politique et économique actuelle a contribué à l'émigration de médecins et de personnes ayant des connaissances médicales . Certaines personnes atteintes se rendaient au Botswana et dans d'autres pays voisins pour y être soignées. 

## Déroulement et impact

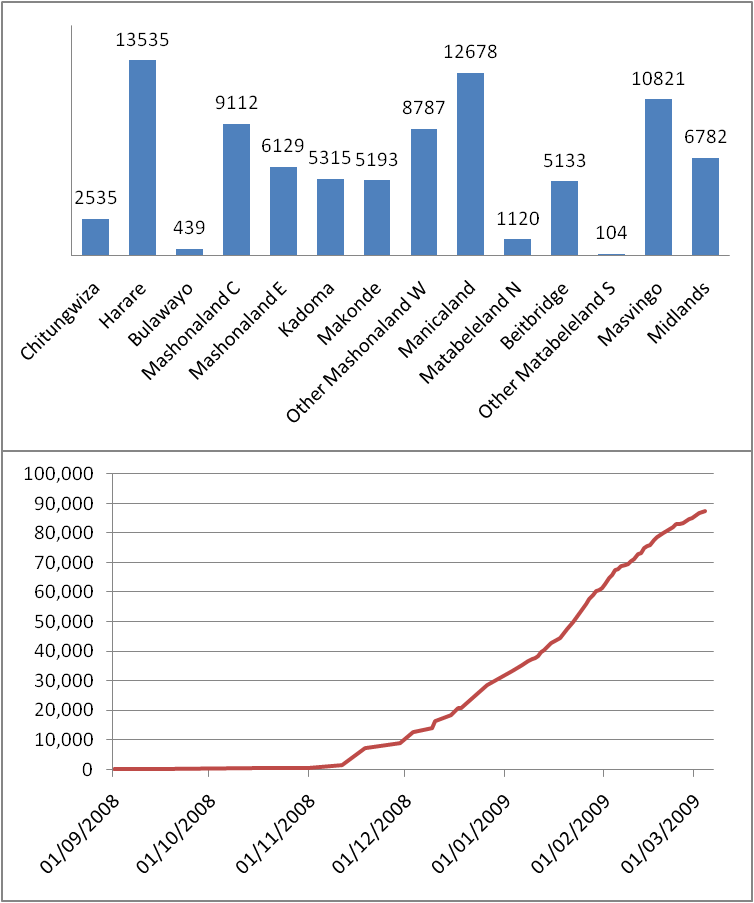
Propagation du choléra au Zimbabwe: (en haut) Le nombre de cas enregistrés dans les centres et districts les plus infectés, et dans le reste de chaque province du Zimbabwe au 4 mars 2009. (en bas) Nombre total de cas signalés. Étant donné que les totaux de nombreux districts ne sont pas mis à jour quotidiennement, la première occurrence d'un cas peut représenter la date de déclaration de ce cas, et non la date de l'infection. Sources de données: Bureau de la coordination des affaires humanitaires des Nations unies, Organisation mondiale de la santé, Fédération internationale des sociétés de la Croix-Rouge et du Croissant-Rouge et les médias d'information,,,,,,

L'épidémie a commencé à Chitungwiza le 20 août 2008 . En septembre, des cas se sont répandus dans les zones urbaines de Makonde et Chinhoyi  . Fin octobre, les cas s'étaient propagés dans 3 provinces: le Mashonaland occidental, le Mashonaland oriental et Harare .  Au cours des deux premières semaines de novembre, l'épidémie s'est rapidement propagée à travers le Zimbabwe, apparaissant dans un total de 9 provinces et  de 54 districts. La maladie s'est propagée pour atteindre les dix provinces du Zimbabwe,,. Le taux d'attaque le plus élevé était trouvé dans les districts de Beitbridge, Chegutu, Mudzi et Zvimba (plus de 1 000 cas pour 100 000 habitants soit environ 1% de la population). 
Le nombre de cas signalés par le Bureau de la coordination des affaires humanitaires des Nations unies est passé de 30 le 1er septembre 2008  à 15 572 au 10 décembre de la même année . Selon la Croix-Rouge, environ 46% des décès signalés étaient des personnes en route vers des cliniques et des hôpitaux. Le chef du département britannique du développement international à Harare a déclaré: « il y a probablement deux fois plus de personnes atteintes du choléra que de personne pouvant se faire soigner ». 
Le taux de létalité de l'épidémie était plus élevé que prévu pour de telles épidémies, bien qu'il ait commencé à baisser en janvier 2009. Les estimations officielles des décès sont passées de 484 à 800, depuis l'épidémie d'août 2008   mais un haut fonctionnaire anonyme du ministère de la Santé et de la Protection de l'enfance estime le nombre de décès comme étant supérieur à 3 000 . Les taux de mortalité vont de 2,5% à Harare à 18% à Chitungwiza  . À Harare, la crise a atteint une telle gravité que le conseil municipal a offert des tombes gratuites aux victimes du choléra. Au 7 décembre 2008, Oxfam estimait  qu'il y aurait 60 000 cas fin janvier 2009 avec taux de mortalité de 10%  . L'UNICEF donnait une estimation similaire. Le 4 décembre 2008, le gouvernement du Zimbabwe a déclaré que l'épidémie était une urgence nationale. 

## Réponse
Une assistance internationale a été mise en place après l'éclosion de l'épidémie en 2008, à la demande du gouvernement zimbabwéen,, par de nombreuses agences internationales  et le financement de programmes d'eau, d'assainissement et d'hygiène, de riposte aux épidémies et de fourniture de médicaments essentiels est venu de plusieurs gouvernements et organisations transgouvernementales: 
| Gouvernement ou agence                                                         | Montant | Date                             |
| ------------------------------------------------------------------------------ | --- | -------------------------------- |
| Gouvernement australien                                                        | 8 000 000 $ pour la nourriture et l'aide d'urgence                                                                                            | 2 décembre 2008                  |
| Gouvernement du Botswana                                                       | 300 000 $ | 3 décembre 2008                  |
| Gouvernement français                                                          | 200 000 € pour l'achat de tablettes de purification d'eau et pour l'amélioration des points de distribution Équipement de traitement de l'eau | 4 décembre 2008 11 décembre 2008 |
| Gouvernement allemand                                                          | 1 000 000 € à la Croix-Rouge | 8 décembre 2008                  |
| Gouvernement nambibien                                                         | 165 000 $ de fournitures médicales | 7 décembre 2008.                 |
| Gouvernement des Pays-Bas                                                      | 5 000 000 € pour les médicaments, l'eau potable et les tablettes de purification de l'eau                                                     | Décembre 2008.                   |
| Gouvernement sud-africain                                                      | Aliments et médicaments d'urgence | 4 décembre 2008                  |
| Gouvernement suisse                                                            | 820 000 $ pour un programme d'aide d'urgence et un soutien logistique aux agences des Nations unies                                           | 9 décembre 2008                  |
| Gouvernement du Royaume-Uni                                                    | 3,000,000 £ | Novembre 2008                    |
| USAID                                                                          | 6 200 000 $ pour les programmes de santé, d'eau et d'assainissement                                                                           | 11 décembre 2008                 |
| Gouvernement du Venezuela                                                      | Plus de 74 tonnes de fournitures médicales et d'eau potable                                                                                   | 3 janvier 2009                   |
| Union Africaine                                                                | 100 000 $ | 11 décembre 2008                 |
| Commission européenne                                                          | 9 000 000 € | 3 décembre 2008                  |
| Organisation Mondiale de la Santé                                              | 340 000 $ de médicaments et de fournitures | 4 décembre 2008                  |
| Giving Children Hope et World Vision International                             | 500 000 $ de médicaments | 2 décembre 2008                  |
| Comité international de la Croix-Rouge                                         | plus de 13 tonnes de fournitures médicales | 4 décembre 2008                  |
| World Vision International et Partenaires internationaux de la santé du Canada | 4 000 000 $ US de médicaments | 13 janvier 2009                  |

Au 7 décembre 2008, l' UNICEF avait obtenu un financement de donateurs internationaux pour fournir suffisamment de produits chimiques d'assainissement de l'eau pour trois semaines d'approvisionnement en eau potable pour Harare et avait organisé un envoi de produits chimiques suffisant pour quatre mois. L'UNICEF a distribué 360 000 litres d'eau par jour à Harare et a également distribuée du savon et des seaux. Malgré les contributions reçues, l'UNICEF a indiqué le 9 décembre 2008 que 17 500 000 $  étaient nécessaires pour répondre correctement à l'épidémie. Le 15 décembre, à la suite d'un accord avec le gouvernement du Zimbabwe, l' Organisation mondiale de la santé s'était procurée des fournitures médicales afin de déployer un plan de réponse pour aider les centres de santé.

## Propagation
- Légende :

Propagation du choléra en Afrique australe, au 10 février 2009. Tous les cas ne font pas partie de l'épidémie de choléra au Zimbabwe de 2008-2009 :
Décès enregistrés
Infections enregistrées

L'épidémie de choléra de 2008 s'est propagée aux pays limitrophes du Zimbabwe que sont le Botswana, le Mozambique, l'Afrique du Sud et de la Zambie. 
Le choléra s'est propagé via la communauté des travailleurs migrants zimbabwéens dans les provinces Limpopo et Mpumalanga en Afrique du Sud  et des bactéries du choléra ont été détectées dans le fleuve Limpopo le 3 décembre 2008.  Au 12 décembre 2008, 11 décès et 859 infections avaient été enregistrés en Afrique du Sud  passant à 2 100 cas et 15 décès au 14 janvier 2009 et à 12 000 cas et 59 décès au 10 mars. 
Le gouvernement sud-africain a installé des installations médicales et des approvisionnements en eau potable au poste frontière de Beitbridge  et a déployé l'équipe nationale de réponse aux épidémies et du personnel médical supplémentaire à Musina . Anthony Turton, politologue et membre de l'unité du Conseil pour la recherche scientifique et industrielle (CSIR) en Afrique du Sud, qui avait précédemment mis en garde contre le risque de choléra en Afrique du Sud et avait rédigé un rapport recommandant au gouvernement sud-africain d'augmenter ses dépenses liées au traitement de l'eau de peur qu'une épidémie de choléra ne se produise dans le pays, a été suspendu pour avoir « fait des déclarations inappropriées aux médias ». Lors d'une visite à Musina le 28 janvier 2009 avec de hauts responsables du gouvernement et du parti au pouvoir, la ministre de la Santé, Barbara Hogan a déclaré : 
« Le choléra se répand... Nous avons avons commencés à en voir le trajet du Zimbabwe jusqu'en Afrique du Sud. La situation est effrayante... Je suis concernée par l'impact que cela pourrait avoir sur nos pays »

### Autres pays
La propagation du choléra aux autres pays voisins du Zimbabwe était initialement plus lente qu'en Afrique du Sud, avec un seul décès enregistré dans le district de Kafue en Zambie et aucun au Botswana ou en Namibie au 9 décembre 2008.  En 2009, les cas ont augmenté, avec 4 354 cas et 55 décès signalés au 10 février 2009 en Zambie et 1 596 cas et 14 décès au Katanga, la province la plus au sud de la République Démocratique du Congo . Au Mozambique, le choléra s'est propagé à 10 des 11 provinces  avec un total de 9 533 cas du 1er janvier au 1er mars 2009 et 119 décès au 17 mars. Quatre agents de santé sont également morts dans une attaque de foule, imputée à « la désinformation et à l'incompréhension dans les efforts de lutte contre le choléra » et 12 des personnes emprisonnées à la suite de l'incident sont mortes en prison. Au Malawi, 104 décès ont été enregistrés en janvier, ce qui en fait la pire épidémie depuis 2001-2002 où 960 personnes ont trouvé la mort. Le Kenya, la Somalie, la Tanzanie, la RDC et le Ghana ont connu des épidémies de choléra non liées avec celle du Zimbabwe avec un nombre de décès compris entre 10 et 100 décès en février 2009.

## Prévention
Après que l'épidémie de 2008 a été déclarée urgence nationale, le Ministère de la santé et de la protection de l'enfance a collaboré avec plusieurs autres départements, gouvernements et organisations non gouvernementales pour créer un centre de commandement et de contrôle du choléra. Ce centre travaille à prévenir les épidémies de choléra au Zimbabwe en s'attaquant à des facteurs sociétaux plus larges qui pourraient contribuer aux épidémies de choléra, tels que l'assainissement de l'eau et les mauvaises habitudes d'hygiène. 

## Politisation
En raison de son système de soins de santé bien organisé et de ses installations sanitaires efficaces, Rita R. Colwell du James Baker Institute a déclaré que le Zimbabwe était historiquement l'un des pays africains les moins touchés par le choléra. Un article paru dans The Lancet a déclaré que, sous la présidence de Robert Mugabe, les systèmes de santé du pays avaient été négativement impactés, ce qui avait entraîné une diminution des soins pour les personnes infectées par le choléra. Selon un projet de document de la Conférence mondiale de l'OMS sur les déterminants sociaux de la santé, il y avait moins d'agents de santé dans les villages que dans les zones urbaines, ce qui entravait la détection précoce et l'isolement des cas de choléra. 
Un journaliste écrivant pour The Lancet, Andrew Meldrum, a déclaré que la milice des jeunes du président Mugabe avait menacé les professionnels de la santé qui dispensaient des traitements médicaux aux opposants politiques. Il a déclaré que, combinée à une baisse des normes d'éducation, à un faible salaire et à une pénurie de fournitures médicales comme des gants en latex, cela avait conduit les médecins à quitter le Zimbabwe à un rythme alarmant. Selon Douglas Gwatidzo, président du groupe Zimbabwe Doctors for Human Rights, le Zimbabwe avait un ratio d'un seul médecin pour 12 000 citoyens. Au Zimbabwe, les médecins occupent seulement 25% des postes médicaux disponibles et encore moins de postes spécialisés sont occupés. Selon Meldrum, cela pose de sérieux défis aux soins de santé pour des maladies comme le VIH/sida et le choléra. De même, les effets du choléra sont exacerbés sans une nutrition adéquate, et le Zimbabwe fait face à des pénuries alimentaires depuis plusieurs années. 
Le choléra et la malnutrition empêchent les enfants d'aller à l'école, ce qui est une grave conséquence sociale de l'épidémie. Rachel Pound, directrice de Save the Children au Zimbabwe, a noté que « l'assainissement est maintenant si mauvais dans les écoles qu'elles peuvent devenir un terrain propice à l'infection ». 
Selon Meldrum, la forte inflation au Zimbabwe a laissé le pays avec un manque de ressources financières, entraînant une pénurie d'ambulances et de médicaments. Selon Eric Pruyt de l'Université de technologie de Delft aux Pays-Bas, cela a été exacerbé par une pénurie d'aide internationale, car le gouvernement du Zimbabwe n'a pas reconnu l'épidémie et n'a accepté l'aide que lorsque la maladie s'est propagée. Elle n'a pas été contenue ni empêchée de se propager. Jusqu'en 2008, le gouvernement a insisté sur le fait qu'il n'y avait pas de choléra au Zimbabwe  et Pruyt dit que l'ONU n'a fourni au pays de l'eau potable qu'après le début de la crise. Meldrum dit que, pendant le dilemme du VIH / SIDA au Zimbabwe, certains grands donateurs internationaux n'ont pas donné beaucoup d'argent parce qu'ils pensaient que cela aiderait le président Mugabe à rester au pouvoir, ce qu'ils ne voulaient pas. 
Alors que l'épidémie et la crise sanitaire s'aggravaient, les dirigeants américains et britanniques ont cité la crise comme une preuve supplémentaire qu'il était, selon eux, « bien temps pour (le président) Robert Mugabe de partir »  et que le Zimbabwe était devenu un État en déliquescence. Marian Tupy de l'Institut Cato a déclaré que la crise a commencé en 2005 lorsque le gouvernement a repris les installations de traitement de l'eau mais sans financement suffisant pour maintenir les processus de purification. Le transfert du traitement de l'eau du gouvernement local à l'Autorité nationale de l'eau du Zimbabwe a été critiqué par Innocent Nhapi de l'Université nationale du Rwanda sur la base du manque de  capacité et de financement de l'autorité. Le manque de financement pour les produits chimiques de traitement de l'eau, l'entretien et les salaires du personnel a été cité par Colwell du Baker Institute comme une cause majeure de l'épidémie. Selon Colwell, avant que les fonds ne soient détournés vers d'autres utilisations, il n'y avait que soixante-cinq cas et quatre décès dus au choléra au Zimbabwe. 
Selon un éditorial de Daniel J. Ncayiyana dans le South African Medical Journal, le président Mugabe a accusé les États-Unis et le Royaume-Uni de l'épidémie de choléra, affirmant qu'ils avaient envoyés la maladie afin d'avoir une raison de le retirer de la présidence de manière crédible. Un citoyen zimbabwéen a été montré avec un signe blâmant le Premier ministre britannique Gordan Brown pour la maladie; le signe exprimait les horreurs du « choléra de Brown ». 
Selon un reportage à Al Jazeera, le gouvernement du Zimbabwe et les médias d'État ont imputé l'épidémie aux sanctions européennes et américaines  et un rapport de Reuters a déclaré qu'ils accusaient la Grande-Bretagne de comploter une invasion sous le couvert de l'épidémie. Le ministre de l'Information, Sikhanyiso Ndlovu, a imputé l'épidémie de choléra aux sanctions occidentales, affirmant que « la question du choléra a été utilisée pour creuser un fossé entre nous ». Le 12 décembre, Ndlovu a réitéré son accusation et a affirmé que l'épidémie de choléra était en fait une " dangereuse arme biologique-chimique" lancée par le Royaume-Uni, qui, selon Ndlovu, tentait de commettre un génocide. Ndlovu affirme que: 
« Le choléra est une attaque calculée, à caractère raciste et terroriste par une ancienne puissance coloniale impénitente qui a obtenu le soutien de ses alliés américains et occidentaux afin d'envahir le pays »
Dans l'intervalle, un haut fonctionnaire de la ZANU-PF a fait valoir que le gouvernement et la direction du parti étaient davantage axés sur la prochaine conférence de la ZANU-PF que sur la crise actuelle. Le 11 décembre 2008, le président Robert Mugabe a prononcé un discours projeté à la télévision nationale dans lequel il a déclaré: « Je suis heureux de dire que nos médecins ont été aidés par d'autres et par l'OMS (l'Organisation mondiale de la santé) ... alors maintenant qu'il n'y a plus de choléra ... À cause du choléra,  M. Brown veut une intervention militaire ...  Bush veut une intervention militaire à cause du choléra ... Il n'y a plus de cause à la guerre. La cause du choléra n'existe plus »,,
Les rapports de l'OMS contredisent l'affirmation de Mugabe et indiquent un nombre croissant de morts. Selon l'OMS, au 8 décembre, près de 800 personnes étaient mortes du choléra et plus de 16 000 cas étaient traités. Plus tard dans la même journée, les visas zimbabwéens ont été refusés à six travailleurs humanitaires français, dont trois spécialistes de la gestion des crises, deux épidémiologistes et un expert en traitement de l'eau. Le ministre britannique de l'Afrique, Mark Malloch-Brown, a rejeté l'affirmation de Mugabe selon laquelle la crise du choléra au Zimbabwe est terminée, commentant ce qui suit: « Je ne sais pas dans quel monde il [Mugabe] vit. Il y a une crise humanitaire qui fait rage au Zimbabwe ainsi qu'une crise économique et il n'y a toujours pas de gouvernement représentatif capable de sortir le pays de cette catastrophe. »
Le ministère français des Affaires étrangères et l' USAID ont également contredit les déclarations de Mugabe et l'ont appelé à autoriser l'aide aux  personnes dans le besoin.

## Voir également
- Santé au Zimbabwe
- Approvisionnement en eau et assainissement au Zimbabwe
- Flambées de choléra et pandémies
- Épidémie de choléra au Zimbabwe 2018-2019